# Fotógrafo

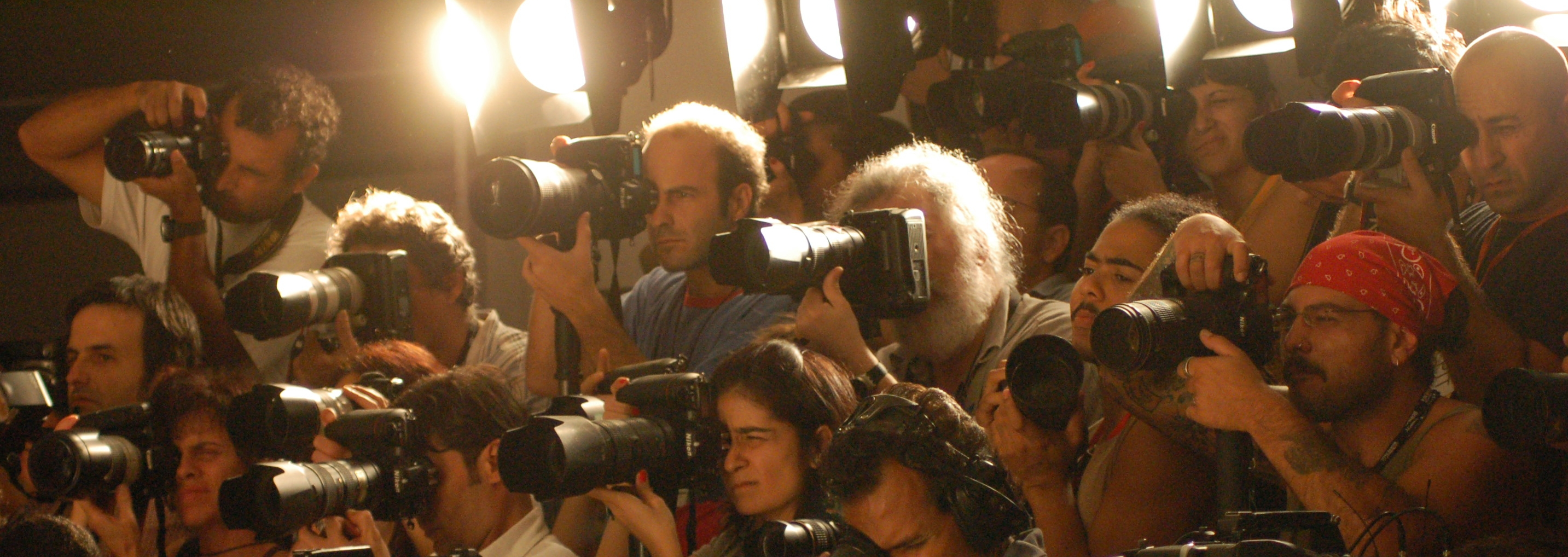
Fotógrafos de moda

Fotógrafo é a designação para alguém que elabora fotografias, seja de forma profissional ou por 'hobby'. O termo abrange atividades profissionais em campos como, por exemplo, fotografia de filmes, fotojornalismo, fotografia de publicidade, fotografia de natureza, fotografia de moda, aerofotografia, fotografia subaquática, fotografia documental, fotografia de guerra, fotografia panorâmica, fotografia retrato.

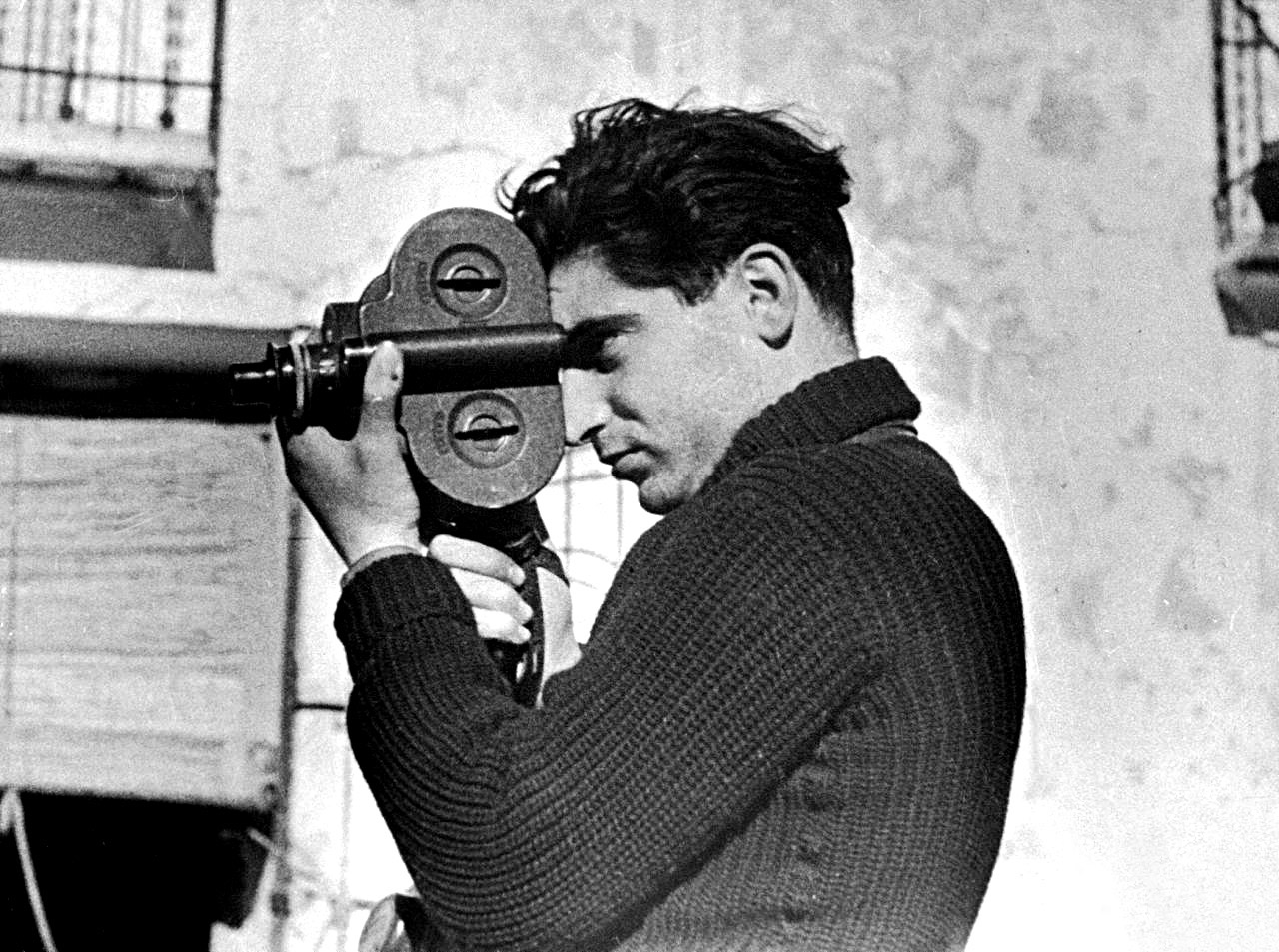
Robert Capa, durante a cobertura da Guerra Civil Espanhola, em 1937. Foto de Gerda Taro

## No Brasil

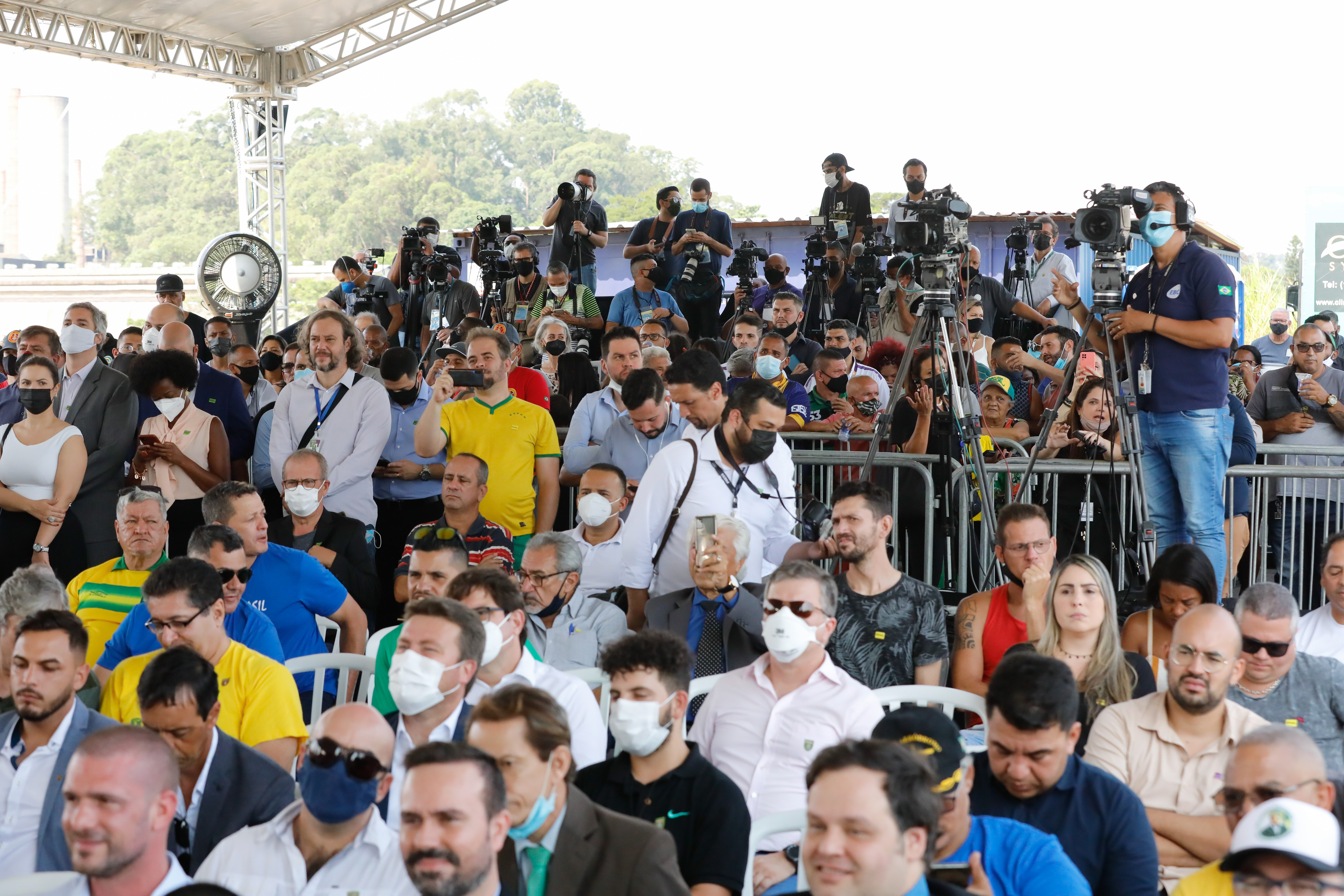
Fotógrafos e cinegrafistas durante uma cerimônia de inauguração.

A profissão de fotógrafo não é regulamentada no Brasil. Mesmo assim, existem esforços legislativos atuais como o projeto de lei 5 187/09 para classificar fotógrafos como diplomados por escolas de nível superior em fotografia no Brasil, desde que devidamente reconhecida; ou no exterior, desde que os diplomas sejam revalidados no Brasil, na forma da legislação vigente. Existem diversas associações profissionais, de caráter cultural e representativo, embora não sejam habilitadas a fiscalizar a profissão.

## Prêmios notórios
- Prêmio Hasselblad (em inglês: Hasselblad Foundation International Award in Photography), a maior condecoração internacional para fotógrafos.[2]
- Wildlife Photographer of the Year, um dos mais prestigiados prêmios internacionais da fotografia de natureza.[3]
- World Press Photo of the Year, um dos prêmios internacionais mais importantes do fotojornalismo.[4]